# Juan I de Etiopía
Yohannes I (Ge'ez:  yōḥānnis, Amh. yōhānnis,  también llamado Juan I, nombre de trono A'ilaf Sagad (Ge'ez: አእላፍ ሰገድ A'ilāf sagad, "ante quienes diez mil se inclinan"), (c. 1640 – 19 de julio de 1682) fue Emperador (nəgusä nägäst) (1667–1682) de Etiopía, y un miembro de la Dinastía Salomónica. Fue el cuarto hijo de Fasilides.

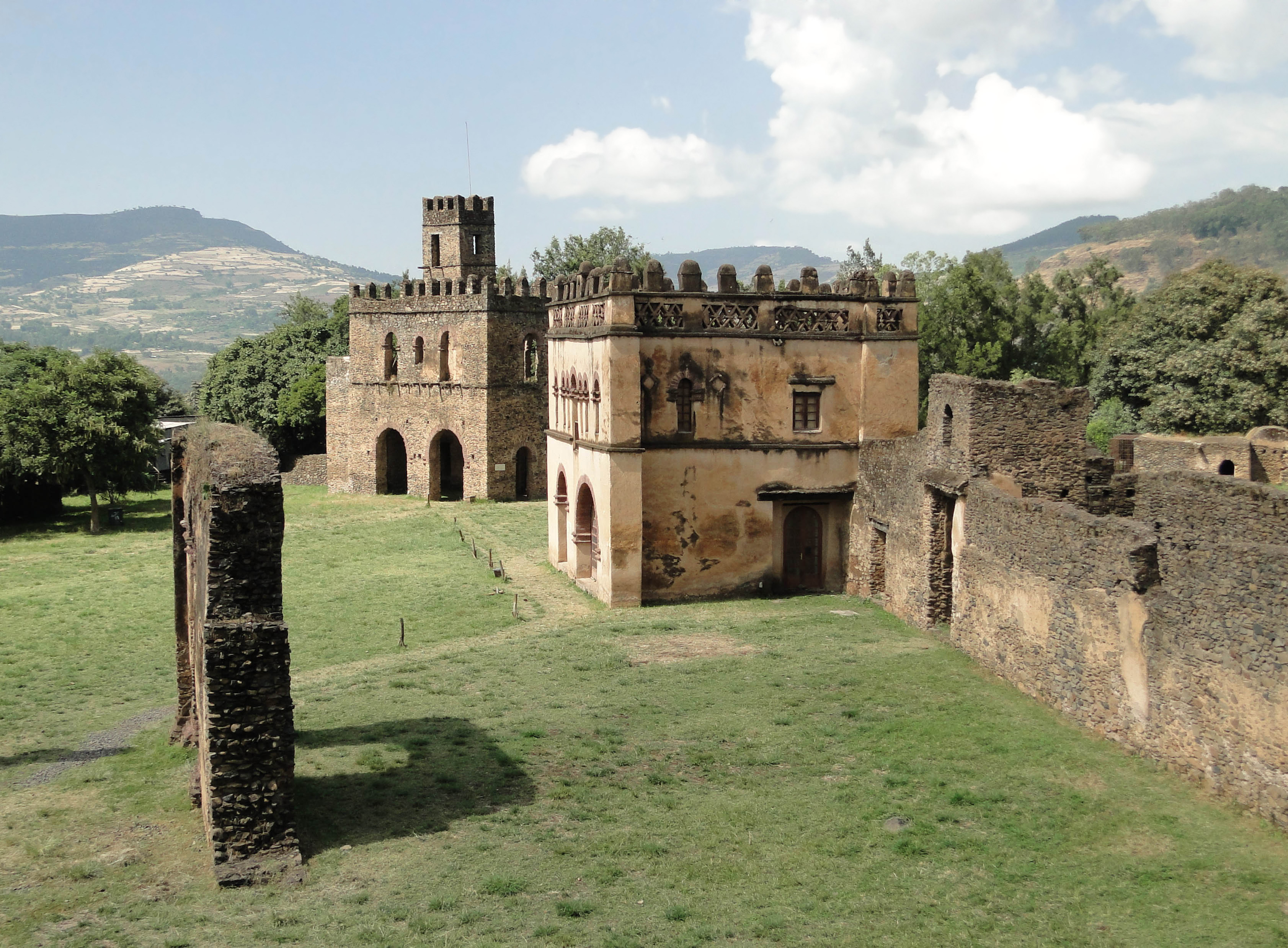
Biblioteca y Cancillería de Yohannes I en el Fasil Ghebbi, Gondar, Etiopía.

Yohannes fue nombrado nəgusä nägäst por un consejo del dignatarios del Imperio, patrocinado por el noble Blattengeta Malka Krestos. El consejo encarceló entonces a los otros hijos de Fasilides en el Monte Wehni, continuando la práctica que Fasilides había revivido.
Según G.W.B. Huntingford, Yohannes pasó gran parte de su reinado haciendo campañas, afirmando que 6 de los 11 itinerarios realizados fueron expediciones militares. Tres de estas fueron contra los Agaw en Gojjam, y Agawmeder, una contra los Oromo, y dos expediciones de castigo al área alrededor del Monte Ashgwagwa—Angot y Lasta— para aplastar las revueltas de Feres (en 1677) y Za Maryam (1679). El Emperador Yohannes murió el 19 de julio y fue enterrado en Teda.

## Religión bajo Yohannes

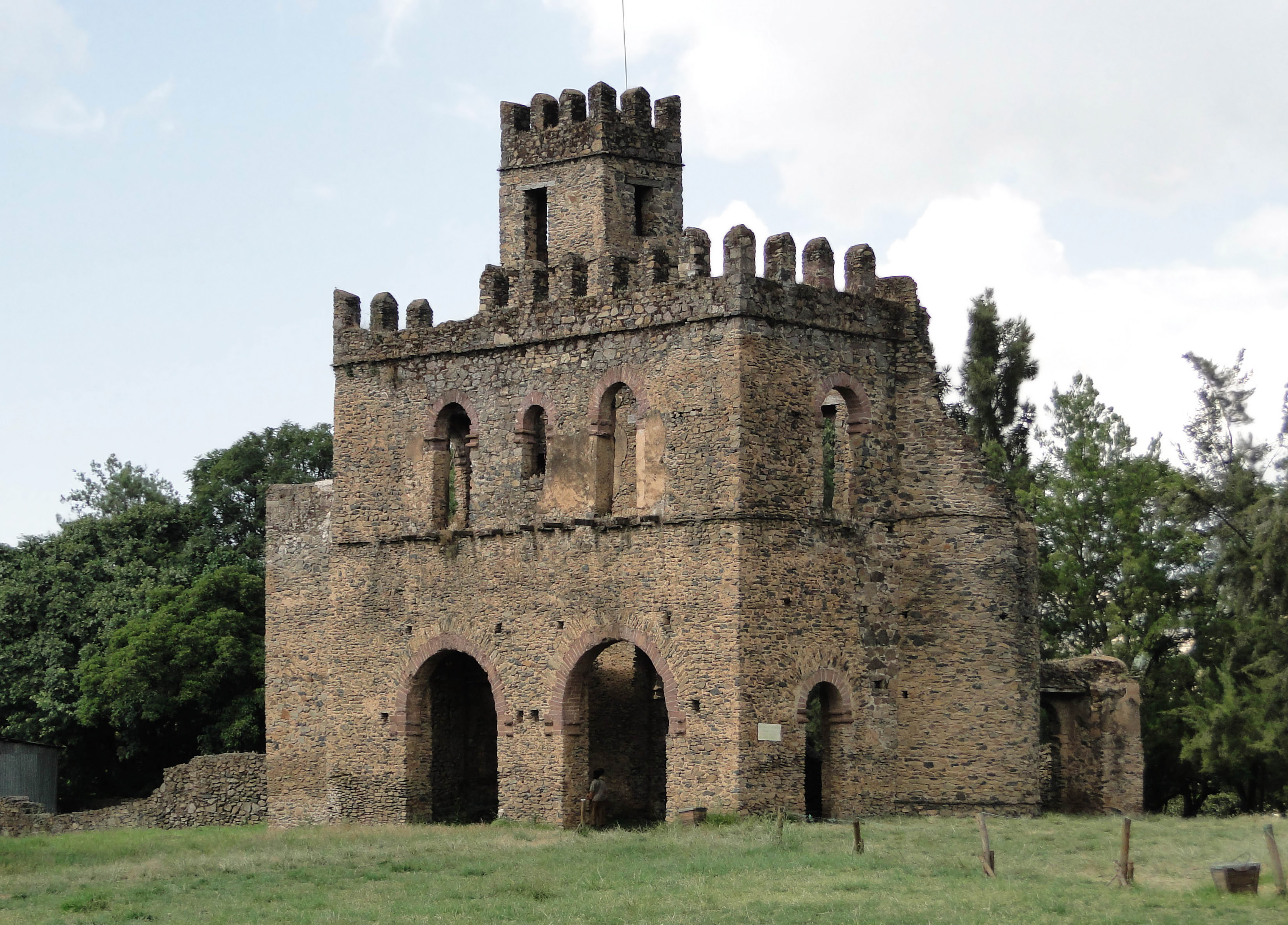
Cancillería de Yohannes I en Gondar, Amhara Región.

Debido a la violenta controversia religiosa causadas por los misioneros católicos bajo el reinado de su abuelo Susenyos, Yohannes actuó severamente hacia los europeos. En 1669, ordenó al Gerazmach Mikael expulsar todos los católicos que aún habitana en Etiopía; quienes no abrazaron las creencias de la Iglesia etíope fueron exiliados a Sennar. Seis Franciscanos enviados por el Papa Alejandro VII para convertir Etiopía al catolicismo donde los Jesuitas habían fallado 30 años antes, fueron ejecutados durante su reinado. Como resultado, favoreció la visita de los Armenios, cuyas creencias también abrazaban el Miafisismo, y estaban en armonía con la Iglesia etíope. Estos incluían a un tal uno Murad, que emprendió varias misiones diplomáticas para el Emperador; y en 1679, el Emperador Yohannes recibió al obispo armenio Yohannes, portando una reliquia de Ewostatewos.
La creciente controversia sobre la naturaleza de Cristo había sido lo bastante dura como para que en el último año de su reinado Yohannes convocara un sínodo para resolver la disputa. Los monjes Ewostathianos de Gojjam defendían la fórmula "A través de la Uncion Cristo el Hijo fue consubstancial con el Padre", por lo que fueron conocidos como la facción Qebat ("Unción"), apoyada por n el hijo propio del Emperador, Iyasu;  a ellos se oponían los monjes de Debre Libanos, que en aquel tiempo todavía defendían el tradicional Miafisismo. El resultado del sínodo está en disputa: según E.Un. Wallis-Budge y H. Weld Blundell, el Emperador Yohannes fue convencido para condenar la doctrina Qebat, lo que llevó a Iyasu a intentar abandonar del reino de su padre; pero según Crummey, Yohannes favoreció la delegación Gojjame por razones políticas: en la época Gojjam era una provincia importante. Estas decisiones fueron revisadas una vez Iyasu se convirtió en Emperador, en un sínodo en 1686.

## Lectura complementaria
- Richard K. P. Pankhurst. Las Crónicas Reales etiópicas. Adís Abeba: Oxford Prensa Universitaria, 1967.

| Predecesor: Fasilides | Emperador de Etiopía 1667-1682 | Sucesor: Iyasu I |

- Datos: Q888036
- Multimedia: Yohannes I of Ethiopia / Q888036